# 格里斯兰大学
格里斯兰大学（英語：Graceland University）是一所位于创立于1895年的私立文科大学（创立时称为格里斯兰学院）。它的两个校区分别位于美国爱荷华州的莱芒尼（主校区）和密苏里州的独立城。该校拥有79名全职教员（70%拥有博士或等同学位）和约2300名在校生，由基督社区（之前被称为重组后的耶稣基督后期圣徒会）创建并至今隶属于该宗派。

## 学校简介
格里斯兰大学共设有35个本科专业，8个硕士专业和一个D.N.P.（护理博士）专业，以及一些在线课程。学生教员比为15：1。
目前校长为John D. Sellars.

## 知名校友
- Teresa Carpenter，普利策奖获得者。
- 凯特琳·詹纳, 夏季奥林匹克运动会金牌获得者。
- 阿利克·阿利克，密克羅尼西亞聯邦第7任副總統。

## 学校排名
在US NEWS2012年的排名中格里斯兰大学名列中西部区域性大学的第88名。